# Ethel Matala de Mazza
Ethel Grace Matala de Mazza (* 23. Oktober 1968 in Unkel) ist eine deutsche Germanistin und Professorin für Neuere deutsche Literatur an der Humboldt-Universität zu Berlin.

## Leben
Nach ihrem Abitur studierte Matala de Mazza von 1987 bis 1994 als Stipendiatin der Studienstiftung des Deutschen Volkes Neuere deutsche Literatur, Philosophie, Linguistik und Kunstgeschichte an der Ruhr-Universität Bochum, der Pariser Sorbonne und der Ludwig-Maximilians-Universität München. Anschließend war sie Wissenschaftliche Mitarbeiterin von Gerhard Neumann am Institut für Deutsche Philologie der Ludwig-Maximilians-Universität München, wo sie 1999 mit ihrer Arbeit Der verfaßte Körper. Zum Projekt einer organischen Gemeinschaft in der Politischen Romantik promoviert wurde. Von 2000 bis 2002 war Matala de Mazza als Postdoktorandin zudem Mitarbeiterin am Projekt „Poetologie der Körperschaften“ am Zentrum für Literatur- und Kulturforschung Berlin. Nach Aufenthalten an der University of Chicago und der Harvard University folgte 2007 die Habilitation im Fach Neuere deutsche Literaturwissenschaft und die Vertretung des Lehrstuhls von Inka Mülder-Bach an der LMU.
Zum Wintersemester 2007/08 erhielt Matala de Mazza einen Ruf auf die Professur für Kulturtheorie und kulturwissenschaftliche Methoden an den Exzellenzcluster „Kulturelle Grundlagen von Integration“ der Universität Konstanz und forschte dort an der Verbindung von textwissenschaftlichen mit kultur- und sozialtheoretischen Fragestellungen in der Literaturwissenschaft. Zum Wintersemester 2010/11 trat Matala de Mazza die Nachfolge von Erhard Schütz auf dem Lehrstuhl für Neuere deutsche Literatur unter besonderer Berücksichtigung der Zeit vom 18. Jahrhundert bis zur Gegenwart am Institut für deutsche Literatur der HU Berlin an.
Matala de Mazzas Forschungsschwerpunkte liegen in der Kulturtheorie und Kulturanthropologie sowie in der Literaturgeschichte des 17. bis 20. Jahrhunderts.
Matala ist Mitglied der Redaktion der Zeitschrift für Ideengeschichte, für die sie mehrere Hefte herausgegeben hat.
Im Jahr 2016 wurde sie Mitglied im Stiftungsrat des Friedenspreises des Deutschen Buchhandels.

## Werke (Auswahl)

### Monographien
- Der verfaßte Körper. Zum Projekt einer organischen Gemeinschaft in der Politischen Romantik (= Rombach Wissenschaften. Reihe Litterae. Bd. 68). Rombach, Freiburg im Breisgau 1999, ISBN 3-7930-9213-5 (zugleich: München, Universität, Dissertation, 1998/99).
- mit Thomas Frank, Albrecht Koschorke, Susanne Lüdemann: Des Kaisers neue Kleider. Über das Imaginäre politischer Herrschaft (= Fischer-Taschenbücher 15448 Forum Wissenschaft, Kultur & Medien). Fischer-Taschenbuch-Verlag, Frankfurt am Main 2002, ISBN 3-596-15448-0.
- mit Thomas Frank, Albrecht Koschorke, Susanne Lüdemann: Der fiktive Staat. Konstruktionen des politischen Körpers in der Geschichte Europas (= Fischer 17147). Fischer-Taschenbuch-Verlag, Frankfurt am Main 2007, ISBN 978-3-596-17147-7.
- Der populäre Pakt. Verhandlungen der Moderne zwischen Operette und Feuilleton. S. Fischer, Frankfurt am Main 2018, ISBN 978-3-10-397234-4.

### Herausgeberschaften
- mit Uwe Hebekus, Albrecht Koschorke (Hrsg.): Das Politische. Figurenlehren des sozialen Körpers nach der Romantik. Fink, München 2003, ISBN 3-7705-3894-3.
- mit Clemens Pornschlegel (Hrsg.): Inszenierte Welt. Theatralität als Argument literarischer Texte (= Rombach Wissenschaften. Reihe Litterae. Bd. 106). Rombach, Freiburg im Breisgau 2003, ISBN 3-7930-9349-2.
- mit Joseph Vogl, Maren Jäger (Hrsg.): Verkleinerung: Epistemologie und Literaturgeschichte kleiner Formen, DeGruyter Verlag, Berlin 2022, ISBN 978-3-11-112645-6